# WASP-46 b
WASP-46 b (2MASS 21145687?5552184) — горячий юпитер, вращающийся вокруг жёлтого карлика спектрального класса G6 V (светимость близка к 0,74 солнечных). Открыт транзитным методом SuperWASP. Об открытии было объявлено 16 мая 2011 года. Помимо WASP-46 b, сообщалось об открытии ещё 2 экзопланет — WASP-44 b и WASP-45 b.

## Характеристики
Планета WASP-46 b вращается вокруг своей звезды по круговой орбите на расстоянии всего 5,7 звездных радиусов (0,025 а. е.). Её масса оценивается в 2,1 ± 0,07 масс Юпитера, радиус равен 1,31 ± 0,05 радиусов Юпитера, что приводит к средней плотности 1,25 ± 0,15 г/см3 и второй космической скорости около 76 км/с. Орбитальный период составляет 1,430370 ± 0,000002 земных суток, эффективная температура оценивается в 1654 ± 50 К
Звезда WASP-46 отличается пониженным содержанием тяжелых элементов — их в 2,3 раза меньше, чем в составе Солнца.